# Chateaugay (Nowy Jork)
Chateaugay – miasto w Stanach Zjednoczonych, w stanie Nowy Jork, w hrabstwie Franklin.